# 搶救雷恩大兵
是一部於1998年上映的美國戰爭片，由史蒂芬·史匹柏執導，羅勃·羅達特編劇。主演包括汤姆·汉克斯、湯姆·賽斯摩、愛德華·賓斯及巴里·佩珀，劇情描述諾曼第登陸後，搶救二等兵雷恩的故事。
該片最為人津津樂道的是開頭的奧馬哈海灘搶灘場面，相當程度重現了當年的殘酷與慘烈。該片榮獲1998年奧斯卡最佳導演獎在內的5項大獎，票房收入也稱冠一時。

## 劇情
諾曼第登陸後，雷恩家4名於前線參戰的兒子中，3個兒子皆已於兩週內於海外各戰區陸續陣亡，其母親將在一天內接到三個兒子的死訊。而隸屬101空降師二等兵的小兒子詹姆斯·法蘭西斯·雷恩則在參與諾曼地的空降行動後下落不明，美國陸軍參謀長马歇尔上将得知此事後出於人道考量，特令在法國前線作戰的美國陸軍遊騎兵組織一支8人小隊深入敵後，只為在人海茫茫、槍林彈雨中找出生死未卜的二等兵雷恩，並將其平安送回後方。

## 演員
| 演員                                   | 角色                                                         | 備註                        |
| -------------------------------------- | ------------------------------------------------------------ | --------------------------- |
| 汤姆·汉克斯 Tom Hanks                  | 约翰·H·米勒上尉 Captain John H. Miller                       | 陸軍遊騎兵第二營C連連長     |
| 湯姆·賽斯摩 Tom Sizemore               | 迈克尔·霍瓦斯三等士官長 Technical Sergeant Michael Horvath   | 陸軍遊騎兵第二營C連連士官長 |
| 愛德華·賓斯 Edward Burns               | 理查德·雷本一等兵 Private First Class Richard Reiben         | 陸軍遊騎兵                  |
| 巴里·佩珀 Barry Robert Pepper          | 丹尼尔·杰克逊二等兵 Private Daniel Jackson                   | 陸軍遊騎兵狙擊手            |
| 亞當·戈德堡 Adam Charles Goldberg      | 斯坦利·梅利什二等兵 Private Stanley Mellish                  | 陸軍遊騎兵                  |
| 馮·迪索 Vin Diesel                     | 艾德里安·卡帕索二等兵 Private Adrian Caparzo                 | 陸軍遊騎兵                  |
| 乔瓦尼·瑞比西 Antonino Giovanni Ribisi | 欧文·韦德 技術中士 Technician Fourth Grade                   | 陸軍遊騎兵軍醫              |
| 傑瑞米·戴維斯 Jeremy Davies            | 蒂莫西·E·厄本 技術下士 Technician 5th Grade Timothy E. Upham | 第29步兵師文書兵            |
| 麥特·戴蒙 Matthew Paige "Matt" Damon   | 詹姆斯·弗朗西斯·瑞恩二等兵 Private James Francis Ryan        | 第101空降師506團B連。       |
| 尤爾格·施泰德 Joerg Stadler            | 被俘虜的德軍士兵                                             |                             |

## 製作

### 發展
1994年，羅勃·羅達特為電影撰寫了劇本，且將劇本交給了製片人馬克·高登，受到高登的認可，接著，高登將劇本交給史匹柏執導。劇情根據尼蘭兄弟的真實故事而改編，拍攝於1997年6月27日開始。

## 片中部隊

軍隊徽章
美國陸軍遊騎兵
美國陸軍第101空降師
美國陸軍第29步兵師
美國陸軍第82空降師
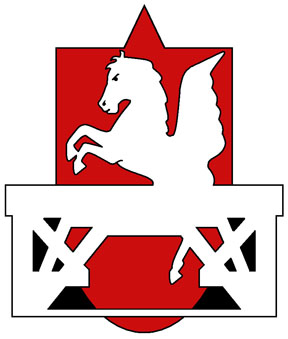
德國國防軍第352步兵師

## 發行

### 專業評價
爛番茄新鮮度高達92%，基於130條評論，平均分為8.6/10，而在Metacritic上得到90分，收穫普遍好評。

### 票房
電影於1998年7月24日在美國的2,463個劇院上映，首映週末票房總額為3050萬美元。最終，北美收入2.165億美元，其他地區收穫2.653億美元，其全球總票房高達4.818億美元，次於《世界末日》位居1998年全球電影票房第二。Box Office Mojo估計，《搶救雷恩大兵》在北美銷售了超過4574萬張門票。

### 在中華人民共和國地區的上映情形
本片在中国公映时，根据1989年实施的《关于放映“少儿不宜”影片的管理办法》将此片归类为“普通级”。不少家长带孩子去电影院观看本片。因为片中的血腥场景引起儿童不适而引发家长抗议，使得更详细的电影分级制浮出水面。

## 所获荣誉
| 頒獎典禮               | 獎項             | 名字                                             | 結果 |
| ---------------------- | ---------------- | ------------------------------------------------ | ---- |
| 第71屆奧斯卡金像獎     | 最佳導演         | 史蒂芬·史匹柏                                    | 獲獎 |
| 第71屆奧斯卡金像獎     | 最佳攝影         | 亞努斯·卡明斯基                                  | 獲獎 |
| 第71屆奧斯卡金像獎     | 最佳混音         | 蓋瑞·雷斯同、加里·薩默斯、安迪·尼爾森與朗·賈金斯 | 獲獎 |
| 第71屆奧斯卡金像獎     | 最佳剪輯         | 麥可·卡恩                                        | 獲獎 |
| 第71屆奧斯卡金像獎     | 最佳音效剪輯     | 蓋瑞·雷斯同與理察·海姆斯                         | 獲獎 |
| 第56屆金球獎           | 最佳戲劇類影片   |                                                  | 獲獎 |
| 第56屆金球獎           | 最佳導演         | 史蒂芬·史匹柏                                    | 獲獎 |
| 第56屆金球獎           | 最佳男主角       | 湯姆·漢克斯                                      | 提名 |
| 第56屆金球獎           | 最佳原創配樂     | 約翰·威廉斯                                      | 提名 |
| 第10屆美國製片人協會獎 | 年度電影製片人獎 |                                                  | 獲獎 |
| 第52屆英國電影學院獎   | 最佳音效         |                                                  | 獲獎 |
| 第52屆英國電影學院獎   | 最佳音樂         | 約翰·威廉斯                                      | 提名 |
| 第52屆英國電影學院獎   | 最佳攝影         | 亞努斯·卡明斯基                                  | 提名 |
| 第52屆英國電影學院獎   | 最佳電影         |                                                  | 提名 |
| 第52屆英國電影學院獎   | 最佳男主角       | 湯姆·漢克斯                                      | 提名 |
| 第52屆英國電影學院獎   | 最佳導演         | 史蒂芬·史匹柏                                    | 提名 |
| 1999年MTV電影大獎      | 最佳電影         |                                                  | 提名 |

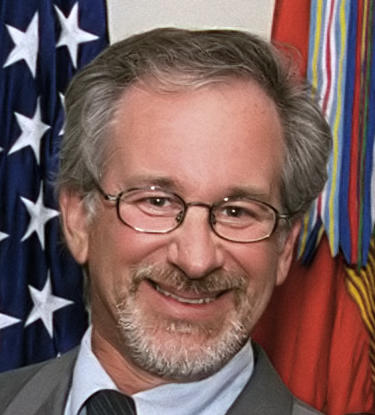
導演斯蒂芬·斯皮尔伯格因本片而獲奧斯卡最佳導演獎

- 電影入選美國電影學會於2001年評選的AFI百年百大驚悚電影[11]、2006年AFI百年百大勵志電影[12]、2007年AFI百年百大電影[13]以及2008年的AFI十大類型十大佳片中[14]。

## 家庭媒體
電影的家庭媒體於1999年5月發行，VHS發行量超過4400萬美元。DVD版本於同年11月發售，且售出超過150萬套。

## 相關史實
電影改編自二戰真實故事，主角為美軍第101空降師501團H連士兵弗里茨·尼藍（Fritz Niland），在美軍攻下卡倫坦數日後，弗里茨得到消息得知他在第82空降師的哥哥鲍勃在D日中陣亡，同時他在第4步兵師的另一位哥哥也在D日中陣亡於猶他灘頭，不久後法蘭西斯神父也來陣地中告知他的大哥（轟炸機的機組成員）在D日的同一周中於中緬印邊界被擊落，同一天中尼藍夫人同時接到三封兒子陣亡的電報，佛利茲是家中剩下唯一生存的兒子，陸軍於是下令將他優先送回國。
電影後段小鎮攻防戰的情節則純屬虛構。另外本電影並非如之前傳言所稱取材於二戰時服役於美國海軍的蘇利文五兄弟。而最後證實弗里茨·尼藍的大哥並未陣亡，只是成為日軍的俘虜，最後被英軍所救。
本片中的德军都剃平头，与史实不符。